# Michael Dudok de Wit

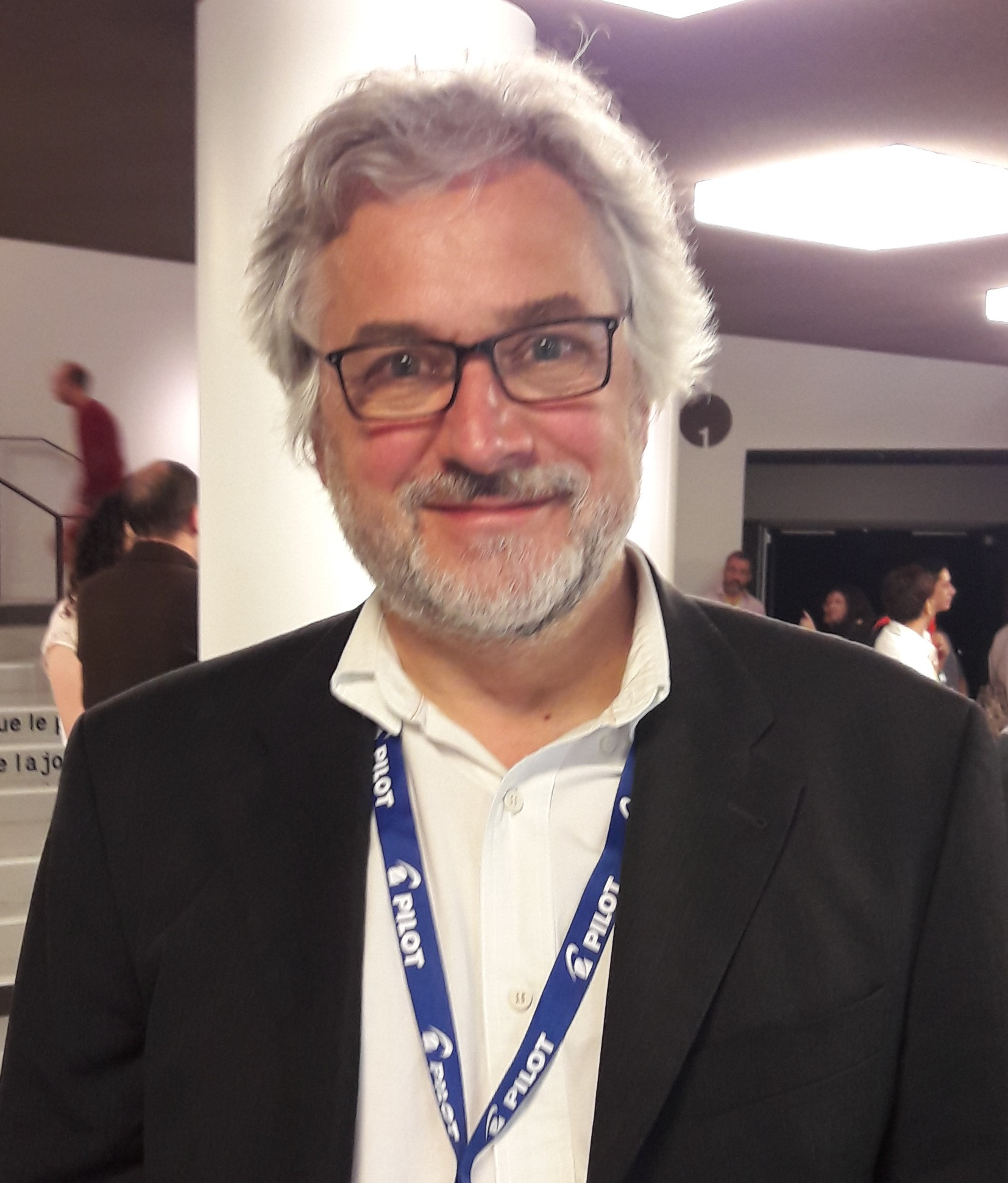
Michael Dudok de Wit in 2018

Michael Dudok de Wit (Abcoude, 15 juli 1953) is een Nederlands animator, filmregisseur en illustrator.

## Biografie
Michael Dudok de Wit las in zijn jeugd altijd al veel stripboeken. Aan het eind van de middelbare school wist hij dat hij tekenfilmmaker wilde worden. Hij leerde etsen aan de kunstacademie in Genève. Daarnaast ging hij studeren aan de West Surrey College of Art and Design in Farnham (Engeland). Daar studeerde hij in 1978 af met zijn eerste animatiefilm The Interview. 
Hij werkte na zijn afstuderen een jaar als freelancer in Barcelona en vestigde zich vervolgens in Londen. Daar regisseerde en animeerde hij diverse prijswinnende reclamefilms. 
In 1992 maakte hij zijn eerste korte film Tom Sweep. Deze wordt in 1994 gevolgd door de film The Monk and the Fish, die voor een Oscar genomineerd wordt. In 2000 kwam hij met de animatiefilm Father and Daughter, waarmee hij daadwerkelijk de Oscar won voor beste korte animatiefilm. Deze film werd in 2007 opgenomen in de Canon van de Nederlandse film. In 2017 werd de animatiefilm The Red Turtle van Dudok genomineerd voor een Oscar.
Michael Dudok de Wit illustreert ook kinderboeken. Zo verscheen in 2002 zijn succesvolle film Vader en dochter in boekvorm. Daarnaast geeft hij ook les in animatie op kunstacademies in verschillende landen. 
In 2020 werd Dudok de Wit benoemd tot lid van de Akademie van Kunsten waarvoor hij - in het Trippenhuis - op donderdag 19 mei 2022 een kunstlezing heeft gehouden over creativiteit en andere zaken die belangrijk zijn bij het maken van een animatiefilm. Daarbij besprak hij onder andere de relatie tussen creativiteit en het menselijk lichaam en onze verschillende gewaarwordingen van tijd en de verschillende lagen van het onbewuste.

## Werk

### Animatiefilms
- The Interview (1978)
- Tom Sweep (1992), 3 minuten
- The Monk and the Fish  (1994), 6 minuten
- Father and Daughter (2000), 8:30 minuten
- The Aroma of Tea (2006), 3:20 minuten
- The Red Turtle (2016), 80 minuten

### Boeken (illustraties)
- Snakes and Ladders (kaartspel, 1991)
- The History of Geneva (1991)
- Oscar & Hoo (2001)
- Vader en dochter (2002)
- Oscar & Hoo Forever (2003)
- Vier bevertjes in de nacht (2004)
- Vier bevertjes en een kastanje (2007)